# Nguyễn Thị Bích Thùy
Nguyễn Thị Bích Thùy (* 1. Mai 1994 in Nghĩa Hành, Quảng Ngãi) ist eine vietnamesische Fußballspielerin.

## Karriere

### Vereine
Auf Klubebene ist sie seit 2007 beim Hồ Chí Minh City I WFC aktiv.

### Nationalmannschaft
Erste Einsätze für die vietnamesische A-Nationalmannschaft sammelte ab 2013. Sie war dann auch bei der Qualifikation für das Olympiaturnier 2016 dabei. Nach der Asienmeisterschaft 2018, folgte für sie auch noch die Teilnahme an der Qualifikation für das Olympiaturnier 2020, wo sie einmal über 90 Minuten eingesetzt wurde. Ein paar Jahre später folgten für sie dann noch die Asienmeisterschaft 2022 und weitere Freundschaftsspieleinsätze.
Am 2. Juli 2023 wurde sie für den finalen Kader bei der Weltmeisterschaft 2023 nominiert.